# Вулиця Сєдовців (Мелітополь)
Вулиця Сєдовців — вулиця у Мелітополі. Йде від проспекта Богдана Хмельницького до провулка Сєдовців. Забудована приватними будинками.

## Назва
Вулиця названа на честь радянських полярників, які в 1937—1938 роках виконали дрейф на кораблі «Георгій Сєдов».

## Історія
Перша відома згадка вулиці датується 29 червня 1946 року.